# 니콜라이 리시코프

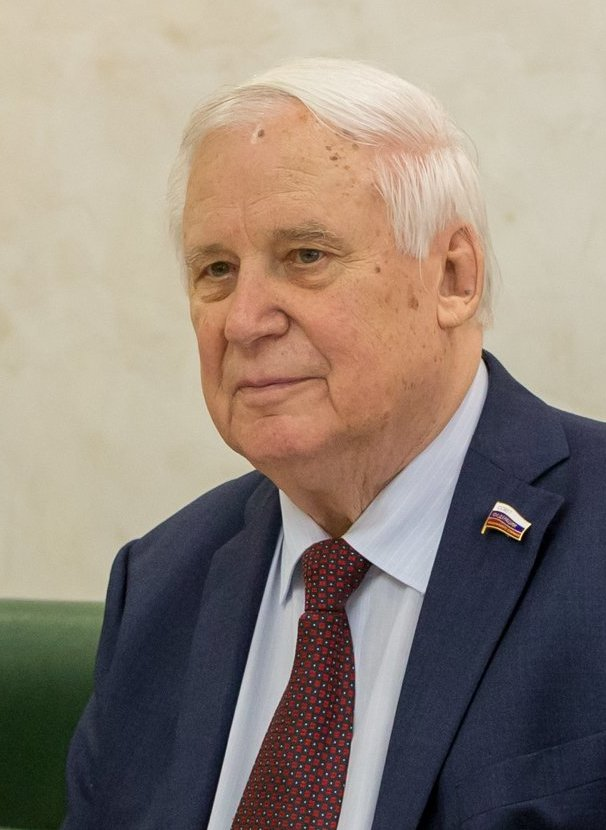
니콜라이 리시코프

니콜라이 이바노비치 리시코프(러시아어: Никола́й Ива́нович Рыжко́в, 우크라이나어: Мико́ла Іва́нович Рижко́в 미콜라 이바노비치 리지코우[*], 1929년 9월 28일~2024년 2월 28일)는 소련 및 러시아의 정치인이다. 미하일 고르바초프 시대의 소련 각료평의회 의장을 역임했으며, 소련 붕괴 후 러시아 연방 의회 하원 국가회의의원을 지냈다.

## 역대 선거 결과
| 선거명      | 직책명          | 대수 | 정당                                          | 득표율 | 득표수       | 결과 | 당락 |
| ----------- | --------------- | ---- | --------------------------------------------- | ------ | ------------ | ---- | ---- |
| 1991년 선거 | 러시아의 대통령 | 1대  | 러시아 소비에트 연방 사회주의 공화국의 공산당 | 16.85% | 13,359,335표 | 2위  | 낙선 |